# Дор (Кумзерское сельское поселение)
Дор — деревня в Харовском районе Вологодской области.
Входит в состав Кумзерского сельского поселения, с точки зрения административно-территориального деления — в Кумзерский сельсовет.
Расстояние по автодороге до районного центра Харовска — 59 км, до центра муниципального образования Кумзера — 10 км. Ближайшие населённые пункты — Андреевская, Балуковская, Давыдовская.
По переписи 2002 года население — 6 человек.